# Sunchariot
Sunchariot — фолк/блэк-метал-группа из Ростова-на-Дону.

## История
Музыкальный коллектив Sunchariot был основан в 1996 году Станиславом Ивановым (гитара, вокал) и Денисом Шаповаловым (гитара) после распада блэк-метал-группы Sacrificed. Вскоре к Sunchariot примкнули ударник Константин «Scur» Константинов и Ольга Баранжиева (флейта). Таким составом в июне 1997 года было записано демо Betrayal Light of Fertile Ground.
В октябре 1997 года был подписан контракт с канадским лейблом Soundscape Musica Canada, который в 1998 переиздал демо 1997 года на CD. Вышедший в июле 1998 года, «Betrayal Light of Fertile Ground» стал первым русским блэковым релизом, поразившим берега Северной Америки.
В 1998 году к Sunchariot присоединился новый гитарист — Вадим Черников. А в ноябре того же года приняли участие в фестивале в Москве Rock-City Fest II: «Black Metal Invasion».
В мае 1999 года была завершена запись над дебютным полноформатным альбомом Harvest, который был в 2001 году издан российским лейблом Irond Records вместе с демо «Betrayal Light of Fertile Ground».

## Дискография
- 1997 — Betrayal Light Of Fertile Ground (демо)
- 1999 — Harvest (записан в 1999, издан в 2001 году)
- 2003 — Right Sun:Ritual Head
- 2004 — Exorcism

## Состав

### Настоящий состав
- Станислав Иванов — вокал
- Вадим Черников — гитара
- Денис Шаповалов — гитара
- Николай Власкин — бас
- Константин Константинов — ударные
- Ольга Баранжиева — флейта